# 晴海団地
晴海団地（はるみだんち）は、東京都中央区晴海にかつて立地した日本住宅公団が造成した公団住宅である。

## 概要
1957年（昭和32年）、東京湾の月島4号埋立地であった晴海の1丁目地区（開発当初の住所表示は晴海町2、3丁目地区）開発の一環として周辺の施設と共に造成され、公団が将来の住宅の高層化に向け、試金石として建設した「晴海団地高層アパート」もあった。配置計画は前川國男建築設計事務所が担当し、中層棟は「富士見町型」が使われ、角度が少し振られていた。住棟の老朽化を理由に建て替えられ、2001年（平成13年）4月14日、跡地に晴海アイランドトリトンスクエアがオープンした。当時の住所表記は中央区晴海町2‐3‐3。

### 団地と住棟番号の呼び方
晴海団地は1955 - 1965年代は「晴海アパート」とも呼ばれ、公団の資料にもこの呼称が使用されている場合がある。住棟番号は「1号館」などのように、○号棟ではなく、○号館と呼ばれた。団地前の都営バス停留所の名称は「晴海アパート前」であった。
各住所
晴海1丁目13番1 - 4号（1 - 4号館）、晴海1丁目8番5 - 8号（5 - 8号館）、晴海1丁目9番9 - 11号（9 - 11号館）、晴海1丁目7番12 - 14号（12 - 14号館）、晴海1丁目6番15号（15号館）

### 住棟構成
- 中層フラット棟 - 14棟（1号館から14号館、各5階建。2戸1階段型、1号館は中廊下型）（中層棟に一階層占有の住戸はなくフラット棟ではない）　管理棟と一号館は、空中廊下で行き来できる風変わりな構造。家庭用のゴミを任意に焼却できる炉が、２号館南側と９号館南側に備わっていた。煙突は高くなく、分譲主体の９号館３階あたりは煙に悩まされていた。部屋面積で１１５平方メートルほどの集会所が１５号館南端の東よりにあり、住民の葬儀や稽古事などに貸し出されていた。公衆電話は、１号館北側に３基、８号館西側に1基、15号館中央屋内に1基。
- 高層住棟 - 1棟（15号館、10階建。スキップフロア方式、北西側外廊下型）

住棟には賃貸住棟と分譲住棟があり、一部の棟は東京電力や小野田セメント（現太平洋セメント）、電電公社（現NTT）などが住棟全体を社宅としていた。1号館は、1階部分に「晴海センター」という小規模小売店舗による商店街があり、2階から5階を単身者用住宅（1K、共同風呂）としていた。9号館1階には住居部分を改築した歯科医院があった。
晴海センター内レイアウトは、北端の主玄関から入り時計回り順に外周が、タバコ兼米穀、乾物、酒店、化粧品洗剤、晴海通りに向いたドアを挟んで南端左側が小売薬局右側が文具、団地内に向いたドアを挟んで漬物屋、精肉店、八百屋、
鮮魚店。中央島状に果物店、パン屋、菓子店。20時までの営業は店舗賃貸の条件であったが、後期20年くらいはかなり早く閉店していた。
郵便物は入居当初は各戸配達であったが、昭和42年頃に郵便法施行令改正によって一階集合受函に変更になった。担当郵便局は京橋郵便局。

### 一体開発された他の周辺施設
造成当初、晴海1丁目地区に建設された他の施設としては、中央区立月島第二および月島第三中学校（後に月島第一中学校と共に中央区立第三中学校として併合。現在の中央区立晴海中学校）、中央区月島特別出張所、中央区立晴海図書館、トラックターミナル（日本通運）、冷蔵倉庫（新東西冷蔵）、自動車教習所（晴海自動車教習所 -　後のコヤマドライビングスクール）などがあり、それらよりやや遅れて、中央区立月島第三小学校新校舎（1963年度学年途中から供用）、自動車ディーラー（東京トヨペット）、運送業の菱電運輸、日本建築センター（1965年よりもやや後）（特定郵便局併設）、および晴海住宅展示場（左に同じ）などが建設された。

## 晴海団地高層アパート
正式名称は、晴海団地15号館。建築界では一般的に「晴海高層アパート」と呼ばれることが多い。1958年（昭和33年）竣工。全167戸（他に管理人用住戸1戸）。前川國男による設計。前川が多くを学んだとされるル・コルビュジェによる同時期に計画・建設されたユニテ・ダビタシオンを強く意識した設計が各所に取り込まれていた。特徴的な外観や各所の意匠、公団住宅としては初となるエレベーターの導入、スキップフロア方式の採用などが試みられ、中層住宅と同じコストで高層住宅を実現するということが、晴海高層アパートに課せられたテーマであった。

### メガストラクチャー構造
メガストラクチャー構造（架構方式）を採用し、3層6住戸を1つのブロックとしそれを並べて住棟を構成した設計は、将来的にひとつの部屋を拡張して部屋数を減らす（減築）などの住棟の使用の拡張性を高める効果を狙う試みの先駆けで、ブロック中の住戸の隔壁はコンクリートブロックによって作られていた。

### 住棟内のアクセス
住棟はスキップアクセス方式という共用廊下とエレベーター停止階を各階に置かない方式が採用された。2機のエレベーターを開放廊下がある1、3、6、9階のみに停止させ、開放廊下から上下階各2戸ごとに個別にアクセス階段を伸ばす設計となっていた。また、上記のアクセス階段以外にも階段は設置されており、エレベーターホールに連結した中央内階段が1ヶ所、そして建物の両端には非常階段を兼ねた内階段がそれぞれ設置され、両端の階段は1階から10階を、中央内階段は1階から屋上棟屋を結んでいた。しかしこの設計により、住棟内でのアクセスは外部の人間に対してとても複雑なものとなってしまった。そのため、この住棟のエレベータ停止階である1、3、6、9階には内部構造を記した大きな案内板が設置されていた。エレベータは、東洋オーチス・エレベータ（現日本オーチス・エレベータ）社製で、竣工当初の昭和30年代には、利用者の操作によるエレベータの自動運転が一般的ではなかったため、運転係が同乗していた。

### 特殊なアクセスをする住戸
1階の住戸の玄関は道路に面し、南東側には10坪ほどの専用庭があった。また、2階の住戸には3階廊下から階段を使ってアクセスする表玄関のほかに、1階道路側からのらせん階段によって台所にアクセスできる勝手口があった。また、中央階段および両端の階段に玄関を面する住戸もあった。

### ごみ処理について
ゴミ処理には、廊下階両端にダストシュートが設置され、1階のサービスドックでゴミ収集車が直接ゴミを積載できるような仕様になっていた。しかし、シュート内に溜まったごみの臭いの問題や分別収集化の進行により、後年廃止された。

### 住棟内の電話について
竣工当初、住棟には電話交換室が設けられており、棟の受付電話番号にかかってきた電話を手動で交換手が各廊下の複数ヶ所に設置されていた内線電話機まで保留転送すると共に、着信のあった住戸をPAアナウンス（廊下階）やブザー（非廊下階）で呼び出していた。このシステムは、一般加入電話の導入に伴い、昭和40年代前半に廃止された。

### 住棟内の防災体制
住棟には自動火災報知設備が備えられており、各居室内には熱感知器が、廊下には発信器、報知ベルおよび常時通水の消火栓箱が設備されていた。また、非常用の自家発電設備を擁していた。

### ユニテ・ダビタシオンと晴海団地高層アパート
コンセプトの類似性として以下が挙げられる。
- 打ち放しコンクリートの外観。
- プレキャストコンクリート部材の意匠主要部（廊下、バルコニー手摺りなど）への使用。
- スキップフロアを用い、大多数の居住者の動線を3、6、9階に集約させると共に、開放廊下をバルコニーの連続となるような幅を取った設計として、居住者間の交流の場所として意図した。
- 当初、屋上は居住者に開放できるように設計されていたことがうかがえた（しかし実際に開放されることはなかった）。

外装に関しては1975年（昭和50年）頃に住棟全体がクリーム色に塗装され、コンクリート打ち放しの意匠が見られなくなってしまった。

### そのほかの意匠
- 廊下階の住戸扉は、通行者との衝突を防ぐために横開きの鉄扉になっていた。
- 各住戸の扉は当初数色の彩色で塗り分けられていた（1970年代に水色一色への塗り替えにより消滅）。
- 1階アプローチから玄関ホール、および共用廊下部の床は、コンクリートに黒丸石を埋め込んだ格子を配したデザインになっていた（後年、廊下部は階下への騒音の問題などから化学樹脂製の床材が敷設されたことにより消滅）
- 住戸内の畳には、従来の寸法に捉われない公団サイズと呼ばれる85cm×170cmの畳が使用された。
- 便所にはロータンクを使用しない形式の洋式便器（American Standard社製）が採用された。

### 住棟における生活
- 居住者間のコミュニケーションの場として意図された広い開放廊下は、コミュニケーションを提供する場として機能していた反面、1980年（昭和55年）頃まで多く居住していた子供達の遊び場ともなり、自転車や当時流行した金属製のタイヤがついたローラースケートなどによる騒音問題が居住者から寄せられていた。
- 1970年代前半までは一定の社会的地位を持った居住者が居住していたことが、住棟の玄関前に毎朝黒塗りの車の列が出来ていたことからうかがえた。
- 1980年代以降、時代的に狭小となった間取りや建物の老朽化などから居住者層の一部に変化が現れ、それまであまり見られなかったエレベーター内の落書きなどが顕著になった。

### 移築・保存
- 解体後、晴海高層アパートの一部は東京都八王子市にある都市再生機構の都市住宅技術研究所「集合住宅歴史館」に再現された[1]。同館は2022年3月に閉館し、2023年9月、北区赤羽台の「URまちとくらしのミュージアム」に移転。

- 特徴的な意匠の外観を象徴する、廊下部分のプレキャストコンクリート製手摺りなどのごく一部が、晴海アイランドトリトンスクエア住居棟の中庭（晴海第一公園）に設置されている。

## 晴海団地が舞台となった映画
- しとやかな獣　監督・川島雄三、1962年、大映
- 若草物語 監督・森永健次郎、1964年、日活